# Вида Йоцич
Видосава (Вида) Йоцич (на сръбски: Видосава Вида Јоцић или Vidosava Vida Jocić, на македонска литературна норма: Видосава Вида Јоциќ) е югославска скулпторка.

## Биография
Родена е в семейство на сръбски колонисти в скопското село Хасанбегово (на сръбски Сингелич) в 1921 година. В началото на 1941 година влиза в Съюза на комунистическата младеж на Югославия заедно със сестра си Вера. Сестра ѝ Вера умира в 1944 година и е обявена за национален герой на Югославия. Вида Йосич е заловена през 1942 година и е затворена в лагер.
Вида завършва Висшето филмово училище в Белград в 1949 г. След това завършва скулптура Одеската академия за изящни изкуства в Белград, където учи в периода учи 1950 – 1955 година при видни професори като Йован Кратохвил, Стеван Боднаров, Сретен Стоянович, Лойзе Долинар и други.
Вида Йоцич има 30 самостоятелни изложби и над 200 колективни изложби в страната и чужбина. Тя е автор на паметниците във Валево, Скопие, Нови сад и други. Тя е автор и на няколко бюста на национални герои на Югославия. Паметник на Вера Йоцич е издигнат в Скопие, чийто автор е сестра ѝ Вида.